# Diócesis de Bisuldino
La diócesis de Bisuldino (latín: Dioecesis Bisuldinensis) es una sede suprimida y actual sede titular de la Iglesia Católica.

## Situación geográfica
Esta diócesis estaba ubicada en la provincia de Gerona en España. La sede era Besalú.

## Lista de obispos titulares contemporáneos de esta diócesis

### Obispos
| Inicio | Fin  | Nombre   |
| ------ | ---- | -------- |
| 1017   | 1020 | Wilfredo |

### Obispos titulares
| Inicio     | Fin        | Nac.    | Nombre                     | Cargo que ocupa                               |
| ---------- | ---------- | ------- | -------------------------- | --------------------------------------------- |
| 06/06/1970 | 07/06/1993 | Pologne | Tadeusz Blazkiewicz        | Obispo auxiliar de Przemyśl (Polonia)         |
| 07/12/1993 | 06/08/2007 | Italie  | Lorenzo Voltolini Esti     | Obispo auxiliar de Portoviejo (Ecuador)       |
| 30/10/2007 | 24/01/2012 | France  | Hervé Gaschignard          | Obispo auxiliar de Toulouse (Francia)         |
| 09/06/2012 | 15/11/2021 | France  | Juan Antonio Aznárez Cobo  | Obispo auxiliar de Pamplona y Tudela (España) |
| 02/02/2023 |            | France  | Alejandro Arellano Cedillo | Decano del Tribunal de la Rota Romana         |